# Obelisk (Heraldik)

Silberner Obelisk im blauen Wappen von Renate (Lombardei) mit goldenem Kreuz auf der Spitze

Der Obelisk ist in der Heraldik eine gemeine Wappenfigur und bedeutet in der Übersetzung aus dem Griechischen Nädelchen. Er wird auch als Prachtkegel bezeichnet. In der deutschen Heraldik ist diese Wappenfigur selten.
Dargestellt wird ein schlanker hoher Pyramidenstumpf mit oben aufgesetzter kleiner spitzer Pyramide. Verzierung der Spitze mit Kugel, Kreuz oder sonst dergleichen ist möglich, muss aber in der Wappenbeschreibung erwähnt werden. Ein Podest für diese Figur, kann auch gestuft sein, ist in der Regel vorhanden. Leichte Abweichungen von der Grundform können im Wappen auftreten. Alle heraldischen Farben sind möglich, Gold und Silber sind vorherrschend. Andere Wappenfiguren können begleitend im Wappen oder Feld neben dem Obelisk sein.